# 安曇野スイス村
安曇野スイス村（あづみのすいすむら、Azumino Swiss Village）は、長野県安曇野市にある複合型テーマパークである。高速バス停留所やワイナリーも併設している。

## 施設
- 安曇野スイス村サンモリッツ
- スイス村ワイナリー
- ホースランド安曇野
- 自然食品と手づくりの店アイ・イトウ
- らぁ麺しろがね
- そば処こばやし安曇野庵
- 産物直売所 ハイジの里
- 駐車場 （普通車800台 大型バス30台）

### 安曇野スイス村サンモリッツ
全館バリアフリー、平屋建て。コンベンション・センターの機能を兼ねた多目的ホールで、例年、安曇野市の成人式会場となっている。
- 大ホール 1000人程度まで
- 中ホール 400人程度まで
- 小会議室 30人程度まで
- 和室

### スイス村ワイナリー
JAあづみが経営するワイナリーで、生産者の顔が見えるワイン造りを行っている。工場を見下ろす見学路の窓越しに醸造風景を眺めることができ、日本ソムリエ協会認定のワインアドバイザーがいる「ワインショップ」はブドウ以外にも様々な安曇野産ワインを取り揃え、多くの観光客で賑わいを見せている。

## 営業時間
- 8:30 - 18:00（年中無休）

### 会館時間（サンモリッツ）
- 9：00 - 17：00（休館日年末年始・その他臨時休館日あり）

## バス路線
敷地内にある「安曇野スイス村」バス停より以下の路線バスが停車する。
- 中央高速バス安曇野・白馬線[1][2]
  - バスタ新宿（新宿駅南口）行
- さわやか信州号大阪・京都 - 安曇野・白馬線
  - 大阪梅田（阪急三番街高速バスターミナル）行
- 富士急山梨バス
  - 富士急ハイランド 行（季節運行）
- あづみ野周遊バス - 穂高駅方面（2024年シーズンは廃止）

## アクセス
- 長野自動車道安曇野ICから 柏矢町田沢停車場線を車で4分（約2.5km）
- JR東日本 大糸線 豊科駅から車で6分（約4km）
- JR東日本 篠ノ井線 田沢駅から車で6分（約4km）